# Laurent Jacob
Pour le grimpeur, voir Laurent Jacob (grimpeur).
Laurent Jacob est né à Paris en 1959. Il gagna le Grand Prix de la Commission Supérieure Technique pour Le Cinéma dans les yeux au Festival de Cannes. 

## Biographie
Il est le fils de Gilles Jacob. Ils créent ensemble la CinéFondation en 1998. Laurent en est le directeur

## Filmographie
- 1979 : Premier Voyage de Nadine Trintignant (assistant réalisateur)
- 1980 : Un mauvais fils de Claude Sautet (assistant réalisateur)
- 1987 : Le Cinéma dans les yeux (réalisateur)

## Récompenses
- 1987 : Grand Prix de la Commission Supérieure Technique du Festival de Cannes pour Le Cinéma dans les yeux